# Max Theiler
Max Theiler (ur. 30 stycznia 1899 w Pretorii, Kolonia Przylądkowa, zm. 11 sierpnia 1972 w New Haven, Connecticut, Stany Zjednoczone) – bakteriolog, wirusolog, epidemiolog pochodzący z Afryki Południowej. W 1937 r. opracował szczepionkę przeciwko żółtej febrze, która uchroniła przed śmiercią żołnierzy walczących w tropikach w czasie II wojny światowej.
Od 1930 r. był pracownikiem Międzynarodowego Wydziału Zdrowia Fundacji Rockefellera w Nowym Jorku, a od 1951 r. został dyrektorem laboratorium Wydziału Medycyny i Zdrowia Publicznego w wymienionej Fundacji. Prowadził badania nad żółtą febrą, dengą, japońskim zapaleniem mózgu, chorobą Weila, chorobą Heinego -Medina.
W 1949 roku został uhonorowany przyznaniem nagrody Laskera w dziedzinie badań klinicznych.
Za badania nad wirusem żółtej febry i opracowanie skutecznej szczepionki przeciwko tej chorobie otrzymał Nagrodę Nobla w 1951 r.